# Марченко Олексій Ігорович
Олексій Ігорович Марченко (рос. Алексей Игоревич Марченко; 26 липня 1992, м. Москва, Росія) — російський хокеїст, захисник. Виступає за «Едмонтон Ойлерс» у Національній хокейній лізі (НХЛ). 
Вихованець хокейної школи «Спартак» (Москва). Виступав за ЦСКА-2 (Москва), «Червона Армія» (Москва), ЦСКА (Москва), «Детройт Ред-Вінгс», «Гранд-Репідс Гріффінс».
В чемпіонатах НХЛ — 14 матчів (1+1), у турнірах Кубка Стенлі — 3 матчі (0+0).
Досягнення
- Володар Кубка Харламова (2011)

Нагороди
- Найкращий захисник МХЛ (2011)